# Радохоличари
Радохоличари (енгл. Workaholics) америчка је телевизијска комедија ситуације за Comedy Central. Главне улоге тумаче Блејк Андерсон, Адам Девајн и Андерс Холм, а врти се око три дечка који напуштају колеџ и постају цимери, пријатељи и сарадници у компанији за телемаркетинг у Ранчо Кукамонги.

## Улоге
| Глумац         | Улога           |
| -------------- | --------------- |
| Блејк Андерсон | Блејк Хендерсон |
| Адам Девајн    | Адам Демамп     |
| Андерс Холм    | Андерс Холмвик  |
| Џилијан Бел    | Џилијан Белк    |
| Марибет Монро  | Алис Марфи      |
| Ерик Грифин    | Монтез Вокер    |

## Епизоде
| Сезона | Сезона | Епизоде | Епизоде | Оригинално емитовање | Оригинално емитовање |
| Сезона | Сезона | Епизоде | Епизоде | Премијера            | Финале               |
| ------ | ------ | ------- | ------- | -------------------- | -------------------- |
|        | 1.     | 10      | 10      | 6. април 2011.       | 8. јун 2011.         |
|        | 2.     | 10      | 10      | 20. септембар 2011.  | 22. новембар 2011.   |
|        | 3.     | 20      | 20      | 29. мај 2012.        | 20. март 2013.       |
|        | 4.     | 13      | 13      | 22. јануар 2014.     | 16. април 2014.      |
|        | 5.     | 13      | 13      | 14. јануар 2015.     | 8. април 2015.       |
|        | 6.     | 10      | 10      | 14. јануар 2016.     | 17. март 2016.       |
|        | 7.     | 10      | 10      | 11. јануар 2017.     | 15. март 2017.       |